# つばさの党
つばさの党（つばさのとう）は、日本の政治団体。2019年5月20日、小林興起、黒川敦彦、天木直人らによって政党連合「オリーブの木」として結成。
団体名から誤認されることもあるが、法律上は政党ではなく、政治団体である。2021年1月1日に現在の団体名に改称した。2024年4月に行われた衆議院東京15区補欠選挙で、代表の黒川と候補者の根本良輔は他陣営への妨害活動を展開。同年5月17日に公職選挙法225条違反の疑いで逮捕された。

## 概要
2019年5月20日、小林興起、黒川敦彦、天木直人、千葉県議会議員の西尾憲一らは、安倍政権も野党共闘も「国民のための政治」を実現出来ていないとして、政治団体「オリーブの木」を設立した。「反安倍政権」「対米自立」「護憲」の立場を共通とした「政党連合」であると小林らは説明した。小林らは、野党に対し、安倍政権に選挙で勝つためには「オリーブの木」として一つの政党となることが必要であると説き、「参院選での共通議席獲得」を呼びかけた。そして参院選に向けて「対米自立」「官民格差是正」「ベーシック・インカム導入」「消費税5%減税」「原発即時ゼロ」の5つを共通政策に掲げた。
しかし公示前日の2019年7月3日、小林が参院選立候補とりやめを発表し、同月中に離党。選挙後の同年9月から2020年2月にかけて、天木、若林亜紀、西尾らが相次いで離党した。
2021年1月1日、残留している黒川が、党名を「オリーブの木」から「つばさの党」に変更し、黒川派の政治団体となった。残留した黒川派党となって以降は、政策の「消費税の5%化」を「消費税のゼロ化」に変更した。その他の党政策として、中央銀行制度の抜本的改革（日本銀行の通貨発行権独占廃止）、金融資産課税の導入、歴史伝統文化の継承、ネット投票導入とそれによる直接民主制も目指すデジタルデモクラシー推進も新たに掲げるようになった。
反自公連立政権派・反米派の中でも左派系と非反ワクチン系右派が離脱したのちは、反自公政権、反安倍晋三、反ユダヤ主義（反ユダヤ資本）、反カルト（創価学会・旧統一教会が主な攻撃対象）、反ワクチン、反米右翼の政治団体と化した。
更に2021年8月以降に、ノーマスク選挙運動における黒川の新型コロナウイルス感染症（COVID-19）感染後対応をめぐり、メンバーの中で「黒川が売名のために反ワクチン活動を利用した」と見なすか否かで意見がわかれ、内紛が起きた。
2021年後半にNHK党の傘下に入り、2022年に同党から計891万円の寄付を受けた。YouTubeを使った「炎上商法」を党代表（当時）の立花孝志から学び、他の選挙立候補者の演説妨害、自宅への突撃、カーチェイスなど派手な活動を次々と行った。2023年3月にNHK党と決別したのちも選挙妨害を続け、2024年5月17日に黒川ら幹部3人が公職選挙法違反の疑いで逮捕された。逮捕後は、黒川の内縁の妻で朝霞市議会議員の外山麻貴が中心となり活動を行っている。

## 党史

### 反安倍反米連合「オリーブの木」時代
2019年5月20日、小林興起、黒川敦彦、天木直人、千葉県議会議員の西尾憲一らによって、同年7月の参議院議員選挙に向けた政治団体「オリーブの木」が結成された。オリーブの木は、小林らがそれぞれ率いている政治団体や市民団体の集合体という位置づけとされる。幹事長に就任した西尾は、オリーブの木構想にならい、2018年6月から天木に国政進出を打診しており、2019年に入り小林、黒川とも合意し結成に至ったと説明した。
同年6月、天木は安倍政権を打倒するため、小沢一郎が唱える自公以外の政党が「オリーブの木」の名の下に一つの政治団体から出馬する「安倍自公政権か野党共闘か、その一騎打ち」の形で戦うこと実現させるべきだとした。現行の既存野党のやっている「野党共闘」だと安倍政権が続くことに手を貸すだけであるため、既存野党に「国民を思う気持ちがあれば、それ（政治団体の単一化）が出来るはずである」と指摘した。「オリーブの木」構想とは、民主党を飛び出した小沢一郎が結成した「国民の生活が第一」(2012年7月11日-12月16日)時代から唱え、既存野党に呼びかけ続けている構想で、野党が統一名簿で選挙に臨み、政権与党（安倍政権）に対抗するために「緩やかな連合」を結成することである。沖縄・平和の党の瑞慶山茂が顧問に就任した。
同年6月、都内在住の会社経営者は知り合いの医師から「日本を変える奴です。一度会ってくれませんか」と頼まれ、小林と黒川に会った。面会した翌日、二人は会社経営者のもとを訪れ、「参院選に10人の候補者を立てたい。ついては一人あたま1000万円の選挙資金が必要になるので1億円を貸してほしい」と頼んだ。会社経営者は「黒川は小僧だが、小林さんは著名な元議員。1人くらいは受かるだろう」と思い、黒川の指示で1億円を「オリーブの木」の口座に振り込んだ。政治資金収支報告書には、6月28日に黒川が「オリーブの木」に1億円を貸し付けた旨の記載がなされている。
同年6月29日、鹿児島県選挙区から出馬予定だった奥山雅貴は、体調不良のため出馬を辞退した。
同年7月2日、小林が代表を辞任。黒川が後任の代表に就いたが、「小林が代表でないなら選挙を手伝えない」と小林の支持者の一部が反発。それを受け小林は公示前日の7月3日、参議院議員選挙の立候補を取りやめると発表した。
同年7月4日、第25回参院議員選挙が公示される。確認団体「オリーブの木」からは計10人が立候補した。黒川は政見放送で「世界の政治と経済はロスチャイルド、モルガン、ロックフェラーなどの金融財閥に支配されている」と語った。7月21日投開票の結果、全員落選した。
| 氏名       | 選挙区         | 党役職                 | 備考                           |
| ---------- | -------------- | ---------------------- | ------------------------------ |
| 黒川敦彦   | 比例区         | 代表                   | 今治加計獣医学部問題を考える会 |
| 天木直人   | 比例区         | 総務会長（前共同代表） | 新党憲法9条、元外交官          |
| 小川学     | 比例区         | 幹事長代理             | 情報公開ふなばし、平和の党     |
| 若林亜紀   | 比例区         | 女性局長               |                                |
| 溝口晃一   | 東京都選挙区   | 政調会長               | 情報公開おおた                 |
| 榎本太志   | 神奈川県選挙区 | 青年局長               |                                |
| 橋本勉     | 愛知県選挙区   | 副代表                 | 元衆議院議員                   |
| 三上隆     | 京都府選挙区   | 副代表（前共同代表）   | 世界平和の会                   |
| 足立美生代 | 大阪府選挙区   | 女性局次長             |                                |
| 浜武振一   | 福岡県選挙区   | 副代表                 |                                |

参院選では、「オリーブの木」は同年7月13日から同団体の支持を表明した「日本母親連盟」と、大阪府では共同候補も擁立していた。「日本母親連盟」の顧問は医師の内海聡であり、反ワクチンや反マスク、ホメオパシー、宗教団体「サイエントロジー」と共に反精神医療運動を行い、「障害児の出産は親の責任」とする発言で炎上したことで知られる団体である。また同団体の代表・阪田浩子はニセ科学・ニセ医療を支持する系右派であり、「倫理法人会」のメンバーでもある。山本太郎は日本母親連盟の会合に出席した際、「今夏の参院選において同連盟からの支援は受けない」と述べた。その後、日本母親連盟は「市民がつくる政治の会」に改称し、反ワクチン活動を展開しており、内海が代表に就いている。しかし、2021年8月に黒川が新型コロナに感染してPCR検査を受けたことをきっかけに協力を止めた。

### 参院選後の離脱・黒川派の政治団体化
2019年7月、小林が離党。同年9月、天木が離党。同年10月、若林亜紀が離党。
同年12月に行われた朝霞市議会議員選挙に、黒川と事実婚関係にある外山麻貴が「オリーブの木」公認で立候補し、初当選した。同月には黒川が2020年東京都知事選挙に、「オリーブの木」公認で立候補することを表明した。
2020年2月、党幹事長の西尾が離党。離党者が続出したため、実質的に黒川を中心とした政治団体と化した（西尾ら離脱した参加者の一部は2021年2月に黒川らとは別に複数の護憲派による政党連合「オリーブの木」を新たに結成した）。同年4月9日、「オリーブの木」は元AV男優の根本良輔から150万円の寄付を受けた。これを機に根本が党の中で頭角を現し始める。
同年5月12日、黒川は都知事選立候補取りやめを表明した。
同年8月、オリーブの木に1億円を貸した会社経営者は、黒川を相手取り貸金返還請求訴訟を提起。被告となった黒川は「オリーブの木から国会議員が誕生するまで、返済は猶予される約束だった」などと反論した。提訴から半年後の2021年2月、黒川に1億円の返済を命じる判決が下された。黒川は控訴せず、判決は確定した。
2020年9月に行われた座間市議会議員選挙に、黒川の秘書の須崎友康が「オリーブの木」公認で立候補し、初当選した。

### 「つばさの党」に党名を変更
2021年1月1日、黒川は党名を「オリーブの木」から「つばさの党」に変更するとYouTubeチャンネルで発表した。
同年6月5日、都内の新宿西口駅前で立花孝志率いる「古い政党から国民を守る党」（第49回衆議院議員総選挙時には「NHKと裁判してる党弁護士法72条違反で」に党名変更。以下、NHK党）と合同で街頭演説を行った。立花は年内に行われる衆院選で、国政政党であるNHK党がプラットフォームを提供する形で政治団体を結集させる「諸派党構想」を計画しており、同日、つばさの党が諸派党構想に参加することが正式決定した。
同年7月4日の2021年東京都議会議員選挙に、葛飾区選挙区（定数4）から根本良輔（中星一番）がつばさの党公認で立候補したが、13人中9位で落選（1892票）した。
8月6日、根本との対立を理由に党幹事長の須崎友康が離党を表明し、新役員会議の結果、除名となったことをYouTubeで発表。須崎に代わり、新たに根本が幹事長に就任した。党組織運動本部長に創価学会撲滅党および日本の未来を取り戻す会代表の杉田勇人が就任した。
同年8月、党首の黒川が全国でノーマスクで街頭演説を行い、新型コロナウイルス感染症（COVID-19）に感染した。同年10月にはコロナに関する「10万人デモ」を計画していたが、呼び掛け人の1人である内海聡をはじめ、HPVワクチンの反対運動で知られる池田としえ日野市議会議員など、反ワクチンの著名人が呼び掛け人とデモの参加を辞退した。参加辞退した内海は、「（黒川が）新型コロナワクチン反対と謳いながら、熱が出たという程度で病院に抗原検査およびPCR検査に行き、陽性になってイベルメクチンを飲んだ」ことで、黒川が売名のために反ワクチン活動を利用したと非難した。医師で作家の知念実希人は「内ゲバが生じて、粛清が行われているよう」と評した。
9月2日、NHK党が衆院選比例北関東ブロックに黒川を擁立すると発表。翌10月の投開票の結果、落選した。
11月8日開票の葛飾区議会議員選挙では都議選に続き党幹事長の根本が出馬したが、60人中41位で次点落選（2415票）という結果となった。
2022年1月からつばさの党は、代表者である黒川個人に対し「広報業務への支援」「出向料」などの名目で毎月35万円の寄付を始めた。同年12月までに寄付の総額は420万円に達した。
同年1月18日、「NHKと裁判してる党弁護士法72条違反で」（以下、NHK党。現在のみんなでつくる党）はつばさの党に約631万円を寄付。NHK党の傘下に入ったつばさの党はこの年、NHK党から計891万円の寄付を受けた。
同年2月20日投開票の町田市議会議員選挙では新人の兼松賢一を擁立したが、49人中42位で落選した（1581票）。また、同日の町田市長選挙には代表の黒川が出馬したが、こちらも落選した。
同年5月22日投開票の野田市議会議員選挙ではつばさの党2期生出身の新人・庄司真生を擁立。投開票の結果、35人中3位で当選（2249票）を果たした。党名変更以来、初の当選者となる。これに伴いつばさの党所属の地方議員は2名となった。
同年7月10日投開票の第26回参議院議員選挙に黒川がNHK党から比例代表より立候補したが、落選(22,595票-党内3/9位)した。
同年12月28日、党の方針との相違などを理由に党青年局長で野田市議会議員の庄司真生が離党を表明した。
2023年3月8日、NHK党党首の立花孝志は、ガーシー参議院議員が国会に登院せず、懲罰処分の陳謝に応じなかった責任をとりたいとして、党首を辞任する意向を表明。それとともに党名を「政治家女子48党」に変更すると発表した。
同年3月26日、政治家女子48党党首の大津綾香と同幹事長の黒川は同党のYouTubeチャンネルに出演し、「つばさの党主催で政治資金パーティーを開催する」と発表した。これを受け、政治資金パーティーに否定的な立花と黒川が対立。立花は電話番号非公開の黒川派の活動による批判対応負担で、根本ら黒川派を追放するとした。しかし、党首の座の返上を求める立花との対立もあって、新党首であった大津綾香はこれを認めず、引き続き黒川は幹事長の座にとどまる形となる。
同年8月、大津は、黒川のCIA陰謀論を政策論として容れられず党としてマイナスになるとし、攻撃的な街宣のやり方もおかしいとして、黒川を政治家女子48党の幹事長から解任した。
同年11月4日、朝霞市の「彩夏祭」で花火大会が開かれた際、外山麻貴らは雑踏の中で、1か月後の朝霞市議会議員選挙に向けた街頭演説を行った。外山と同じ会派（「あさか未来」）に所属する田原亮市議が危険なのでやめるよう注意したところ、黒川と外山はこれに反発。田原の自宅に夜間に押しかけ、インターネットでライブ中継し、応対した田原の家族をおびえさせた。外山はこれについて、新聞取材に良くない行為で反省していると回答している。
同年11月26日、朝霞市議会議員選挙が告示。外山陣営の運動員らは駅前を一日中占拠する作戦を実施し、他陣営は街頭演説ができない状況に陥った。12月3日投開票。外山が候補者32人中3位で再選（2053票）。つばさの党の現職が2期目を迎える初の事例となった。
同年12月頃から、黒川らは、HOYA創業家出身の山中裕の母親が所有する練馬区東大泉の地上3階地下1階の一軒家に出入りするようになった。当該家屋はもともと、画家として活動する山中の妹の絵を展示するギャラリーとして使われていたが、つばさの党の関係者は次々と家電製品や私物を持ち込み、2024年1月頃から共同生活を始めた。根本の内縁の妻と子も住み始めた。床には外された絵画が積まれ、党のアジトと化した。こうした状況について、古谷経衡は「10人前後が民家で集団生活をしていたという報で、オウム真理教の出家信者を連想した人も多かったのではないか」と述べている。
2024年1月、山中は黒川と共同で合同会社「投資ブラザーズ」を立ち上げ、共に代表社員に就任した。また、山中は政策アドバイザーとしてつばさの党の活動にも関わるようになった。山中の母親が山中を叱り、つばさの党関係者の退去を迫ると、山中は1月29日に玄関の鍵を替え、母親を締め出した。

### 2024年衆議院補選
2024年、つばさの党は東京15区補選に党幹事長の根本を擁立した。公示日の4月16日から、根本、黒川、党組織運動本部長の杉田勇人は他党の選挙演説への乱入、他党候補支援者への暴行など妨害活動を開始した。この行為が選挙の自由妨害を禁じた公職選挙法に抵触するとして、4月18日、警視庁は根本と黒川ら3人に警告を出した。黒川と事実婚関係にある外山も、撮影部隊としてつばさの党の選挙活動に参加した。日本保守党の飯山陽に「なんでイスラエルの犬なんですか」と迫る黒川とその模様をビデオ撮影する外山の姿が、のちに飯山によって動画で公開された。補選期間中、つばさの党は公式YouTubeチャンネルに妨害などの様子を伝えるライブ動画約40本を投稿した。根本は配信動画の中で「広告収入が増えている。再生数がハンパじゃない。これが究極の落選運動だと思う。ぜひこれを流行らせたい。俺はこれをビジネスにしようと思っている」 と語った。動画の合計再生回数は5月19日時点で254万回に達した。それとともに黒川らは妨害行為の狙いを説明する動画などで、視聴者が配信者に送金できるYouTubeの機能「スーパーチャット」で寄付を受け取っていた。寄付した視聴者の名前を挙げ、「スパチャ、ありがとうございます」などと応じた。
同年4月28日投開票。根本は候補者9人中9位で落選した。
同年5月5日放送のフジテレビの情報番組『ワイドナショー』に、補選で落選した乙武洋匡がゲスト出演。乙武が補選期間中のつばさの党の妨害行為について「ビジネスだと思います」と述べると、タレントの田村淳は「こうやってメディアで名前を出すのも嫌だし、名前が出ることが彼らの利益につながると思うから触れたくもない」とコメントした。これに対しつばさの党のメンバーは激怒し、翌6日、党組織運動本部長の杉田は自身のX（旧ツイッター）に「ロンブー田村淳の杉並の自宅の詳しい住所がわかる人いたら情報下さい」と投稿した。同月8日、田村の自宅と推定される場所の前でマイクを使って大音量で抗議する動画がSNSで拡散された。

### 公職選挙法違反容疑で黒川ら3人を逮捕
2024年5月13日、警視庁は黒川の朝霞市朝志ケ丘の自宅マンション、根本が住む練馬区東大泉の家、つばさの党の千代田区隼町の事務所の3か所を同法違反で機動隊も動員し、家宅捜索した。
同年5月17日午前、警視庁は黒川、根本、党組織運動本部長の杉田勇人を公職選挙法の自由妨害容疑で逮捕した。警視庁捜査2課は、同法の解釈や運用について検察庁などとも協議を重ねた結果、根本らが乙武の街頭演説に乱入して、電話ボックスの上に座って拡声器を使用したほか、車のクラクションを鳴らしたことが妨害に当たると判断した。警視庁捜査2課は同日、同法違反の捜査では異例となる特別捜査本部を設置した。捜査2課は他陣営の街宣車を車で追いかけて交通の便を妨げた行為についても自由妨害の疑いで捜査を進めている。捜査関係者によると、他陣営への選挙妨害を巡って逮捕に至るのは極めて異例とされる。他候補の選挙カーを追跡する様子を「朝からカーチェイス 見つけ次第バトル」と題してライブ配信するなどの「選挙版炎上商法」の原点はNHK党にあるとのコメントが東京新聞に掲載され、5月18日、一部メディアはつばさの党の実態は「陰謀論の総合商社」だと報じた。3人は記者のカメラに向かってピースサインをし、黒川は「『小池百合子　経歴詐称』とご検索ください」と言いながら警察の車の中に入った。
同年5月19日、つばさの党のスタッフや支援者らは東京都庁の前で抗議活動を行った。外山は取材に応じ、「本当にあってはならない弾圧が行われてしまった。不当逮捕だ」と訴えた。
同年5月21日の報道で、黒川、根本、杉田が5月13日の家宅捜索の二日後の5月15日に警視庁本部前で抗議活動を行ったが、その際に杉田が警察官の個人名を挙げて「パクったら、出てきたあとにつけ回して、家で皆殺しにしてやるからな」「覚悟しとけよ」などの脅迫行為を行っていたと報じられた。そして発言の後、「実際殺さないけど」と補足した。
同年5月29日、神戸学院大学教授の上脇博之は、つばさの党と、黒川、会計責任者、事務担当者ら3人に対する政治資金規正法違反容疑での告発状を東京地検に郵送したと明らかにした。告発状によると、つばさの党は政党に該当しないのにもかかわらず、2022年1月から12月にかけて、黒川個人に、政策活動費の名目で、月に35万円、計420万円を寄付したとしている。
同年6月7日、立憲民主党の候補の陣営に対しても選挙妨害をしていた疑いが強まったため、警視庁は黒川、根本、杉田を公職選挙法違反の容疑で再逮捕した。これは、同年4月17日午後6時半ごろに江東区内の路上において、立憲民主党の候補の選挙カーをおよそ20分にわたり、執拗に追尾し、警視庁深川署への避難を余儀なくさせ、陣営の交通を妨げ、4月23日午後6時過ぎにも、陣営が江東区の東陽駅で行った街頭演説において、拡声器を用い、大音量で怒鳴るなど、いずれも選挙活動を妨害した疑いがある。また、翌日以降も、立憲民主党の候補の陣営の選挙カーを5回以上、追尾していたという。この選挙カーの妨害については、6月5日に警視庁が現場で実況見分を実施している。また、これまでの捜査で、演説の妨害については少なくとも5回、「カーチェイス」については少なくとも10回確認されている。特にカーチェイスについて、捜査幹部は「言論や選挙の自由を逸脱する悪質な事案で、今後の選挙で模倣を防ぐ必要がある」と判断したという。公職選挙法の225条では「選挙の自由妨害罪」として、候補者や選挙の運動員に対して「交通の不便を生じさせる行為」を禁止しているが、この「選挙の自由妨害罪」が適用されるのは極めて異例だという。同日、東京地検は黒川、根本、杉田を、乙武の陣営の妨害行為に関し、公職選挙法違反（自由妨害）の罪で起訴した。
つばさの党の広報担当でもある外山は、これら黒川の一連の行動について、NHK党の党首の立花孝志から学んだユーチューブを使った炎上商法としている。メディアの取材に対し立花自身は、活動を見てもらうためには世間受けしそうなことをやるのが大事だと教えた、黒川は自分らの戦略をまねているものだが正義がないと語っている。
同年6月9日の朝に、立憲民主党の候補の陣営の妨害行為に関し、警視庁は3人を送検した。
同月13日、外山が都庁で記者会見し、黒川が20日告示の東京都知事選挙に「獄中立候補」するとの声明文を読み上げた。なお、立候補を予定していた根本については準備が難しいとの理由で立候補を取り下げ、公認候補を黒川に一本化すると説明した。
同月28日、警視庁は、3人が衆議院の東京15区補欠選挙の期間中に、日本維新の会の候補者に対して演説を妨害した疑いで、3度目の逮捕を行った。4月25日午後6時半ごろに、東京メトロ豊洲駅前において、日本維新の会の候補者に対しておよそ20分間にわたって太鼓を打ち鳴らして、演説を妨害したという。また、4月19日の午前に東京都江東区において、参政党と立憲民主党のそれぞれの陣営の選挙カーをおよそ10分間にわたって追いかけたことについても容疑が固まった。同日、東京地検は3人を追起訴した。7月19日、東京地検は参政党と立憲民主党の陣営に対する4月19日の選挙カー追尾について3人を追起訴した。10月31日、警視庁は乙武陣営の選挙カーを約20分間にわたり追いかけたとして3人を追送検し、一連の捜査を終結した。黒川と根本は、日本保守党陣営の選挙事務所前で拡声器などを使って演説を妨害した容疑でも追送検された。
2025年7月28日、根本はXでつばさの党を離党したことを明らかにした。約2週間前に弁護士を通じ、黒川に対し離党の意思を伝えたといい、「つばさの党と二度と関わることはない」と語った。

## 街頭演説・デモ活動
黒川敦彦らは、2024年の衆院選補選で大きく報道されるようになったが、彼らは「つばさの党」結党以前から選挙期間中に立候補者の演説会場や陣営に乗り込んで、大声を出して、相手の選挙活動を妨害し、その様子をSNSでリアルタイム配信するスタイルを取ってきた。
- 2022年5月31日、党首の黒川は、NHK党の幹事長として、俳優の綾野剛が所属する事務所「トライストーン」前で街宣活動を行い、第26回参議院議員選挙に出馬するガーシー（東谷義和）の暴露話に警告書を出したことに対して謝罪を求めた[143][144][145]。この街宣活動では、「三浦春馬は他殺だ」と主張する人物もスピーチを行った[144]。

- 2022年9月3日、黒川は、横浜市で行われた三浦春馬陰謀論者[146][147][148]による「真相究明デモ」に参加した[149][150]。この集団は、自殺した俳優の三浦春馬について、「自殺ではなく、他に真相がある」と主張している[151][152][153][154]。

- 2022年9月10日、つばさの党は、渋谷区の世界平和統一家庭連合（旧統一教会）の日本本部前で、「（安倍家は）おじいちゃんの代からCIA！」と歌い踊りながら統一教会への抗議活動「渋谷事変[152]」を行った[151][155]。このデモには、反ワクチン派、三浦春馬陰謀論者、統一教会や創価学会による集団ストーカー被害を主張する人たちなど、超党派の市民運動が参加した[149][151][155]。黒川はこの「渋谷事変」に集まった、個別の要件で「目覚めた」人々による「新しい国民の運動」という政治運動を発足した[151][152][156]。このデモに参加したYouTuberの煉獄コロアキは、下半身を露出し、旧統一教会の防犯カメラに映っていた映像が証拠となり公然わいせつ罪で逮捕された[157]。デモの参加者の1人は、演説で「統一教会も創価学会も同じような組織です。元はユダヤでCIAなんです」というユダヤ陰謀論を主張した[151][155]。黒川も「つばさの党のYouTubeチャンネル」で『創価学会を育てた、ロスチャイルド。悪の巣窟・塚本素山ビル【安倍晋三、統一教会、CIA、ユダヤマネー、アイゼンベルグ、麻生太郎、読売、渡辺恒雄、参政党、神谷宗幣】』と題する動画を公開するなど、特定の人物や団体等をユダヤ陰謀論に結びつける主張を行っている[158]。

- 黒川は、創価学会2世や幸福の科学の教祖2世を巻き込んで「カルト問題」「2世問題」を取り上げている。そのため、2022年12月25日西東京市議会議員選挙でトップで当選したお笑い芸人の長井秀和に急接近していると報じられた[151]。黒川は市議選で長井の応援演説を行い、自身のYouTubeに招いた[151][159]。背景には、長井は創価学会2世であり、現在は創価学会を批判していることにある[151][160]。2022年12月20日、黒川は長井の応援演説を、幸福の科学の大川隆法の長男で、現在は教団を批判しているYouTuberの宏洋と行った[151][161][162]。2022年12月24日、黒川は市議選の最終日に駅前で長井の応援演説を行った際に、参政党の街頭演説に突撃して公開討論を迫り、スタッフや支持者らと揉み合いになった[151][163][164]。

- 2023年1月15日、信濃町の公明党本部前で、「新しい国民の運動」による反創価学会街宣活動を行った[151][165]。デモ当日は、住宅街の路上に約600人（主催者発表）が集まり、大音量で音楽を流し、「国民騙すな、創価学会！」「税金払えよ、宗教法人！」「おじいちゃんの代からCIA！」などとコールし、『CIA音頭』を歌い踊りながら抗議活動を行った[151][165]。演説は、創価学会による集団ストーカー被害を主張する人々、「集団ストーカーやテクノロジー犯罪」の被害を訴える政党「目覚めよ日本党」の押越清悦党首、反ワクチン活動を神真都Qで行っていた「日本列島1000人プロジェクト」の主催者・毛利秀徳[152]、「日本国民党」の鈴木信行代表、宏洋、「在日特権を許さない市民の会（在特会）」の元メンバーなどが行い、三浦春馬陰謀説などを主張する「日本の国力を高める運動をしている有志の会」のメッセージを主催者が代読した[151][165][166]。「つばさの党」の根本良輔幹事長は、「最近、中国人がすごく増えているわけですが、彼らがいつ武装してもおかしくない。習近平（中国共産党総書記）が攻撃しろと言ったら日本にいる中国人がいつ攻撃してくるかわからない。それを後押ししているのが山口那津男（公明党代表）であり創価学会です」などと演説した[167]。また、ラップグループ「韻暴論者（いんぼうろんじゃ）」は各種の陰謀論を含んだラップを披露した[168]。この抗議活動に、西東京市議選で黒川の応援演説を受けた長井秀も参加を表明していたが、参加を見送った[169][167]。

## 政策
| 「                            | 1. 中央銀行制度の抜本的改革 2. 消費税ゼロ・金融資産課税 3. 対米自立・反グローバリズム 4. 歴史・伝統・文化の継承 5. デジタルデモクラシー 6. ベーシックインカム・ベーシックキャピタル 7. 原発ゼロ・再生エネルギー 8. 行政改革・官民格差是正 9. 1次産業の振興と国民の体力向上 10. 性と真っ向から向き合う社会の実現 | 」 |
| —つばさの党 公式Webサイトより | |    |

## 党幹部
党代表の黒川敦彦は起業家から市民活動家となった経歴を持つ。彼は、安倍晋三元首相の関与を追及する市民団体「今治加計獣医学部問題を考える会」を設立して以降、メディアに頻繁に取り上げられるようになった人物であり、同市民団体の共同代表を務めていた。2017年5月に獣医学部の建設現場を訪れた民進党の「加計学園疑惑調査チーム」のメンバーの案内役だけでなく、同チームの会合講師を務めた。
2017年10月の衆院選で安倍の選出区である山口4区に無所属で出馬した際にも、安倍陣営の会合に乗り込み、大声で「演説」したり、安倍陣営の演説会場周辺を選挙カーで何度も周回するなど、妨害行為を展開していた。同選挙公示前には黒川は、自身のツイッター（現Ｘ）で「初日一人でも多く山口4区に来て、安倍あきえ（＝安倍晋三夫人・昭恵）を取り囲みましょう！」と投稿した。公示日には、安倍の出陣式に、山本太郎（当時は参院議員、自由党共同代表）とともに来てインターネット中継をした。安倍陣営の個人演説会が行われている建物にやってきて、その外で「演説」を行っていた。そのため、安倍陣営演説会の方に出席していた男性会社員は「外の（黒川の）演説が大きくて、会場の中でも声を張り上げないと聞こえないくらいだった」と明かしている。産経新聞は2017年10月30日、衆院選挙期間中の山口4区の状況について、「権力批判（安倍批判）のためなら何をやっても許される」とでもいうような候補者の言動が目立った。」「選挙活動や言論の自由は最大限尊重されるべきだが、妨害行為を許すような風潮が広がれば、日本の法治主義、民主主義が揺らぎかねない」と非難している。安倍側の後援会幹部も選挙期間中の黒川に対して「実質的な妨害だ」と怒りを表明していた。
幹事長の根本良輔（中星一番）は、芝浦工大卒。東大大学院中退、元AV男優、ナンパ師、ナンパ術「中星マインド」の情報商材の販売や情報配信を行う。つばさの党から2021年7月の東京都議会議員選挙に出馬して落選し、11月の葛飾区議選では次点で落選した。選挙活動ではコロナワクチンの危険性を強調し、少子化対策としてAV規制、医療政策として筋トレで免疫力を上げることなどを訴えた。Twitterでは自然派育児アカウントを運営し、子どもに対する全てのワクチンやマスクに反対している。2023年1月15日、信濃町の公明党本部前で行った街宣活動では、在日中国人について「いつ武装してもおかしくない」「習近平中国共産党中央委員会総書記|総書記が攻撃しろと言ったらいつ攻撃してくるかわからない」などと演説した。2025年7月28日、つばさの党を離党したことを明らかにした。

## 役職

### 歴代の党代表
| 代 | 氏名     | 氏名 | 就任日        | 退任日       | 備考                                                          |
| -- | -------- | ---- | ------------- | ------------ | ------------------------------------------------------------- |
| 1  | 小林興起 |      | 2019年5月20日 | 2019年7月2日 | 党名は「オリーブの木」                                        |
| 2  | 黒川敦彦 |      | 2019年7月     | 現在         | 2021年1月1日から「つばさの党」に改名。 前政治家女子48党幹事長 |

### 歴代の役員表
| 党代表   | 共同代表 | 共同代表 | 共同代表 | 党幹事長 | 総務会長 | 顧問      | 就任年月  |
| -------- | -------- | -------- | -------- | -------- | -------- | --------- | --------- |
| 小林興起 | 天木直人 | 黒川敦彦 |          | 西尾憲一 |          |           | 2019年5月 |
| 小林興起 | 天木直人 | 黒川敦彦 | 三上隆   | 西尾憲一 | 瑞慶山茂 | 2019年6月 |           |
| 黒川敦彦 | （廃止） | （廃止） | （廃止） | 西尾憲一 | 瑞慶山茂 | 天木直人  | 2019年7月 |
| 黒川敦彦 | （廃止） | （廃止） | （廃止） | 西尾憲一 | 瑞慶山茂 | （廃止）  | 2019年9月 |
| 黒川敦彦 | （廃止） | （廃止） | （廃止） | （空席） | （廃止） | （廃止）  | 2020年2月 |
| 黒川敦彦 | （廃止） | （廃止） | （廃止） | 須崎友康 | （廃止） | （廃止）  | 2021年3月 |
| 黒川敦彦 | （廃止） | （廃止） | （廃止） | 根本良輔 | （廃止） | （廃止）  | 2021年8月 |

## 党勢

### 所属議員
| 地方議会議員（1人）    |
| ---------------------- |
| 外山麻貴 （朝霞市議会) |